# Algodoneros de Delicias
Los Algodoneros de Delicias es un equipo deportivo de béisbol perteneciente a la tercera zona del estado de Chihuahua, el actual pentacampeón de la Liga Estatal de Béisbol de Chihuahua y considerado uno de los grandes de la liga, debido a sus múltiples campeonatos y hegemonía en la época moderna de la liga, ya que desde 1957 cuenta con 18 campeonatos y 8 subcampeonatos.

## Tetracampeonato
El 9 de septiembre de 2023, los Algodoneros de Delicias lograron un hito en la historia de la Liga Estatal de Béisbol al ganar su cuarto campeonato consecutivo. Este logro marcó un precedente en la liga y aseguró un lugar especial para el equipo en la historia del béisbol estatal. Sin embargo, no es el único equipo en la liga en obtener este título, quien era dominado por Mineros de Parral, mientras que los Indios de Ciudad Juárez mantienen el pentacampeonato vigente en su nombre.
Los Algodoneros habían demostrado su destreza en temporadas anteriores, alzándose con el campeonato en los años 2019, 2021, 2022 y 2023. Cabe destacar que la temporada 2020 no se llevó a cabo debido a las restricciones ocasionadas por la pandemia de COVID-19.
El enfrentamiento en la final de la Liga Estatal de Béisbol de 2023 fue un espectáculo emocionante y altamente competitivo. Los Algodoneros se enfrentaron a los Dorados de Chihuahua en un partido que mantuvo a los fanáticos al borde de sus asientos.
Finalmente, los Algodoneros de Delicias emergieron victoriosos, consolidando su posición como uno de los equipos más exitosos en la historia de la liga. Su cuarto título consecutivo en 2023 reafirmó su dominio en el béisbol estatal y subrayó la calidad de sus jugadores y su compromiso con la excelencia deportiva.
Este logro histórico se suma a la rica tradición deportiva de Delicias y se convierte en un motivo de orgullo para la comunidad y los seguidores del equipo. Los Algodoneros de Delicias continúan dejando su huella en la Liga Estatal de Béisbol como un ejemplo de perseverancia y éxito en el deporte regional y estatal.

## Estadio
El equipo cuenta con un estadio, el cual fue inaugurado el 27 de junio de 2003, tiene una capacidad para 4,322 personas, en una construcción de 46,192 m².

## 72 ceros[2]
Hace algunos años, en un torneo nacional, del año 1966, precisamente en territorio de los Algodoneros en el ya desaparecido e histórico Parque Francisco “Viejo” Orta Andrade, ocurrió la mayor hazaña del béisbol chihuahuense 4 grupos creaban este gran torneo a nivel nacional, el grupo Juárez tiene a Baja California, Durango, Puebla y Veracruz; en Parral: Distrito Federal, Jalisco, Laguna y Sonora. En Casas Grandes: Aguascalientes, Coahuila, Guanajuato y Nuevo león; el grupo Delicias lo integran Estado de México, Hidalgo, San Luis Potosí, Zacatecas y Chihuahua; así en varios puntos del estado grande se vive la fiesta beisbolera, con las eliminatorias en cada plaza.
Pero lo máximo estaba por venir, mientras unos equipos quedaban afuera, otros seguían en la pelea; mientras llegaban resultados de Parral, Casas Grandes y Juárez; sin darnos cuenta, en Delicias se cocinaba algo sensacional; terminadas las eliminatorias se concentran ahí los finalistas, todo listo para correr el telón del acto final.
El alto mando dorado, con Armando Uribe Ortiz como manejador, sus técnicos, Salvador Santana Salvatierra y Mauro Contreras Carrasco, definen el rol de pitcheo para el arranque. Como en la fiesta brava, sale el primero de la tarde: Miguel Antonio Puente a la loma de los suspiros; lanza juego de un solo hit, 15 ponches y se alza con el primer gane dorado sobre Zacatecas, siete por cero.
Enseguida, al pequeño gigante del pitcheo, Juan Palafox, le toca el domingo 4 de septiembre tempranito enfrentar a la escuadra de San Luis Potosí, hasta la séptima entrada duelo cerrado 0 a 0; en las siguientes, la ofensiva sale al rescate con siete carreras; Palafox aguanta toda la ruta, acepta tres hits, con 12 ponchados, para la segunda blanqueada norteña.
Mismo domingo, más tardecito; la tremenda curva de Rafael "Zurdo" García despacha a la selección de Hidalgo, con un solo hit y trece ponches, 6 a 0 para terminar la jornada fin de semana. Hasta ahí vamos bien: 27 ceros, tres blanqueadas, nada del otro mundo, nada de qué presumir; nada que anunciara la próxima tormenta de emociones.
El lunes 5 de septiembre, un deportista juarense subía a la loma de pitcheo: Bernardo Moncayo se agenciaba otra victoria para Chihuahua 11-0 contra el Estado de México: 5 hits con 14 ponches.
El miércoles 7 de septiembre, otra vez Dorados al ataque; otra vez el grandote del sur, Miguel Antonio Puente, para seguir la fiesta beisbolera; sale con buena labor: 10 ponches, solo cinco hits, nueve por cero, le gana a Coahuila y sigue la marcha de los ceros. Ya son 45 seguidos para los Dorados sin permitir anotación; ya son cinco cierres que llaman la atención de todos.
Enseguida viene uno de los equipos fuertes del torneo, puede ser la selección de Veracruz la encargada de romper el rosario contra Chihuahua; el conjunto jarocho amenaza y amenaza fuerte; el encanto de los ceros se tambalea, pero Rafael "El Zurdo" García domina bien a la hora oportuna y le gana a Veracruz con apretado marcador de 2 a 0 para conservar el camino de las blanqueadas.
Con siete juegos, siete blanqueadas, con 63 ceros seguidos, la moneda seguía en el aire y la duda persistía, ahora faltaban nueve entradas más para completar la fiesta; quedaban por lo menos 27 bateadores que en cualquier momento la podían votar y acabar con la fantasía dorada. Aquel equipo, estaba tan cerca y tan lejos de lograr una hazaña para la historia, que la espera lo valía: Dorados de Chihuahua tocando la puerta de la gloria deportiva.
La gente se levantó temprano para hacer fila y comprar su boleto, de 10 o de cinco pesos detrás de la barda; toda la afición quería estar presente, pasara lo que pasara, como testigo de aquel suceso. En punto de las 15:30 horas, el Parque Deportivo Municipal Delicias con su reciente reconstrucción tenía lugar para unas 4 mil 500 personas sentadas; ese día de fiesta el estadio que nos recuerda a la CNI registró la mejor entrada de su historia: 8 mil 500 aficionados; claro, muchos de pie y en fila de a cuatro, detrás de la barda.
Nunca antes un grito más alegre de playbol; todo listo, todo dispuesto para el juego de la pelota. La última esperanza de romper el rosario era, ni más ni menos, la selección de Baja California, que en las eliminatorias de Juárez y Parral se ganó el derecho de pelear por el campeonato nacional contra los Dorados.
Este fue el octavo y el último juego, el juego que podía ser el de las sorpresas; era el juego decisivo para los dos conjuntos, así que en la misma primera entrada la ofensiva dorada atacaba fuerte y llenaba las bases: paquete de tres carreras al cierre del episodio; "El Zurdo" José Jiménez, abridor por la baja, no puede con la ofensiva y explota en el amanecer del encuentro. Su as de ases viene al relevo: Gabriel de la Torre, que en el nacional de 1965 en Tijuana ponchara 40 Dorados, en juego de 16 entradas, lamentablemente tampoco puede con el fuego dorado, que le hace tres carreras más, le conecta tres hits y sale temprano del partido.
Aquí todo indicaba que Chihuahua tenía el campeonato en la bolsa; pero eso era lo de menos, el suspenso era quién les anota; solo faltaban siete entradas en las que una carrera podría hacer polvo el sueño del equipo y su afición; el dramático final llegó en la apertura de la novena, a tres outs de la victoria, a tres outs de ganar ese campeonato nacional, pero lo más emotivo, a tres outs de lograr una hazaña sin precedente en el béisbol mexicano de aficionados. En ese momento Miguel Antonio Puente era el señorón de la lomita; el mismo encargado de abrir en el campeonato tenía la fuerte presión de aguantar las nueve entradas finales y solo le faltaba el out número 27.
Con una recta fulminante consigue el tercer out de la entrada y Puente sale con victoria sobre Baja California, 6 a 0; labor de cuatro hits, 10 ponches; así, en forma dramática se corre el telón de aquella puesta en escena por los Dorados de Chihuahua, campeones nacionales de 1966, con su impresionante récord: ocho triunfos seguidos, ocho blanqueadas consecutivas, 72 ceros seguidos, cuatro lanzadores sin relevo.

## Sin hit ni carrera del 2015[3]
El 12 de septiembre, del año 2015, Gerardo Sánchez, oriundo de Nuevo México de la Unión Americana, pero con raíces en la cordillera de Las Varas del municipio de Saucillo, no permitió hit ni carrera contra el equipo de Dorados de Chihuahua, y estuvo a punto de lanzar un juego perfecto, de no haber sido por dos bases por bolas otorgadas una en la primera entrada a Enmanuel Rocha y la otra en la séptima en golpe a Dennis Martínez.
En ese juego, Gerardo no permitió hit y regaló una base por bolas y una base por golpe, para acreditarse la victoria; en tanto que el perdedor, Antonio Peraza, hizo una buena labor de seis entradas y un tercio, donde permitió dos carreras y cinco hits, ponchando a ocho rivales.